# Partido de la Autenticidad y Modernidad
Autenticidad y Modernidad o Partido de la Autenticidad y Modernidad (PAM) (en árabe: حزب الأصالة والحداثة‎ Ḥizb al-ʾaṣālatu w al-ḥadāṯa; en francés: Parti authenticité et modernité) es un partido político marroquí creado el 7 de agosto de 2008 por la fusión de cinco pequeños partidos políticos (Partido Nacional Demócrata, Partido Al Ahd, Partido del Medioambiente y el Desarrollo, Alianza de Libertades y el Partido Iniciativa ciudadana para el Desarrollo).
Autenticidad y Modernidad se considera una formación creada por iniciativa del rey de Marruecos, Mohamed VI, por lo que es también llamada, el partido de los "amigos del rey" y liderado por Fouad Alí el Himma, ex secretario de Estado del Interior y amigo personal del monarca alahuita, con Mohamed Cheij Biadillah como secretario general. La filtración de los documentos diplomáticos de Estados Unidos en 2010, reveló que el embajador estadounidense consideró que la creación obedecía a un deseo expreso del rey para tratar de contener al Partido de la Justicia y del Desarrollo, de carácter islamista moderado (S. N., 2010).
El partido se fundó sobre la base del grupo parlamentario independiente "Autenticidad y modernidad", cuyos miembros habían sido elegidos durante las elecciones legislativas marroquíes del 7 de septiembre de 2007 y dentro de la iniciativa política "Movimiento para todos los demócratas". 
El PAM fracasó en su primera presentación en la actividad política, al perder las elecciones parciales de 2008, por lo que Fouad Alí el Himma impulsó la incorporación de los caciques locales en la formación. El PAM se presentó como favorito y venció en las elecciones municipales de Marruecos de 2009 con un 18,72% de votos y un 21,7% de concejales, después de que diversos oligarcas locales se incorporasen a la formación en lo que se conoce en Marruecos como "transhumancia política" y que prohíbe la ley electoral expresamente, pero a pesar de los intentos del ministro del Interior, Chakib Benmusa, de impugnar las listas del PAM, Himma venció en los tribunales (Cembrero, 2009). El espíritu reformista con que se había presentado a la opinión pública quedó en entredicho en palabras de la diplomacia estadounidense que, no dudaba en señalar que "ha mancillado su reputación como formación reformista y ha reforzado las críticas que le describen como un instrumento del palacio" (S.N., 2010).
Antecedentes del PAM
El ascenso de Mohamed VI al trono de Marruecos tras la muerte de Hassan II en 1999 marcó el inicio de una experiencia de gobierno de alternancia en el país. Durante este periodo inicial de estabilidad, Mohamed VI buscó consolidarse en el trono y desarrollar su propio proyecto político en un sistema heredado y controlado por el Majzén (Marruecos), con una oposición mínima dentro de las instituciones.
En la primera legislatura de su gobierno de alternancia (1997-2002), el primer ministro Youssoufi estableció ambiciosos objetivos que abarcaban mejoras económicas, descentralización administrativa, moralización de la vida pública, lucha contra la corrupción, reforma judicial, combate a la pobreza, desarrollo de vivienda social y la resolución del conflicto del Sahara. Sin embargo, el gobierno heterogéneo, compuesto por cuarenta y un ministros de siete partidos, y el control de los ministerios de soberanía por parte del Palacio, limitaron las posibilidades de Youssoufi, resultando en logros modestos.
La realidad política se hizo evidente cuando Youssoufi cedió gran parte de sus prerrogativas constitucionales en materia económica al Rey. Además, adoptó una política liberal previamente criticada y lideró ataques contra la libertad de expresión, cerrando temporalmente tres publicaciones en diciembre de 2000. Esto reveló que, en Marruecos, era el Rey quien realmente gobernaba.
A pesar de su papel nominal como líder de la oposición en el Parlamento, Youssoufi se limitó a aplaudir las políticas del Rey y criticar automáticamente las decisiones del gobierno. Su incapacidad para proponer alternativas y su falta de respuesta a la creciente desilusión expresada por la población reflejaron la limitada efectividad de la alternancia en ese momento.
El ascenso de Mohamed VI generó un nuevo panorama político. El Partido de la Justicia y del Desarrollo (PJD), al percatarse de la falta de una oposición efectiva, se presentó como alternativa. Aunque inicialmente tenía solo 9 diputados en 1999, que se incrementaron a 12, su enfoque disciplinado lo consolidó como el principal partido de oposición ideológico-política en el Parlamento.
Elecciones de 2002
En 2002, el rey Mohamed VI se decantó por un tecnócrata para dirigir el futuro Gobierno de Marruecos. Se trataba de un tecnócrata sin afiliación política que gozaba sin embargo del aprecio de la mayoría de la clase dirigente marroquí, que le reconocía su neutralidad en la organización de las pasadas elecciones legislativas. Dris Yetú debería así formar el nuevo gobierno que sustituiría al gabinete de coalición que presidía el socialista Abderramán Youssoufi. Las diferencias entre la Unión Socialista de Fuerzas Populares (USFP) de Youssoufi y el nacionalista Istiqlal, los dos partidos más votados en las pasadas elecciones hacían difícil la formación de una mayoría parlamentaria y de gobierno. El nuevo gobierno generaba expectativas de diversos escenarios, pero la continuidad del mismo gobierno con la presidencia del tecnócrata marcó el cierre del "paréntesis de la alternancia". Muchos consideraban este periodo como fundamental para una futura transición democrática (Linares, 2002).
Se dice que la decisión de cerrar el paréntesis de la alternancia fue impulsada por sectores cercanos al Rey, conocidos como los 'secretarios', quienes desconfiaban de los 'riesgos' que podrían surgir al continuar en un proceso de apertura democrática. Este contexto internacional estaba marcado por los atentados del 11 de septiembre y la controversia desatada después de la filtración de la carta enviada por Fqih Basri tras el intento de golpe de Estado en 1972 (Kirhlani, 2021),
Ante la tragedia nacional de los atentados de 2003, Mohamed VI instó a los partidos a asumir su responsabilidad en el encuadramiento de los ciudadanos para evitar el adoctrinamiento extremista. Sin embargo, sus acciones mostraban un creciente distanciamiento de los partidos políticos institucionales, y la Monarquía arrebató a los partidos políticos su capital simbólico de defensa de los derechos humanos (Kirhlani, 2021).
A pesar de la gratitud expresada por los dirigentes del PJD hacia el Rey por su postura "sensata", el Majzén impuso nuevas restricciones en la participación del PJD en las instituciones. Debido a que el PJD fue acusado por algunos sectores como el “instigador moral” de los atentados de 2003 en Casablanca, se llegó a pedir incluso su ilegalización, hecho que se reflejó en las elecciones locales de 2003. La participación del partido descendió del 60%, inicialmente pactado con el Ministerio de Interior, al 19%, renunciando a presentar candidatos en ciudades turísticas por temor a ahuyentar inversiones extranjeras (Kirhlani, 2021).
La introducción de la Ley de Partidos, anunciada por Mohamed VI para fortalecer el sistema político y polarizar el mapa político antes de las elecciones de 2007, resultó decepcionante. La legislación simplemente reafirmó las disposiciones constitucionales existentes, limitando la función de los partidos a brindar apoyo. Este periodo también presenció el entierro de los proyectos democratizadores de los partidos tradicionales, como la Kutla, que abandonaron su proyecto de cuatro décadas. Por otro lado, el PJD, a pesar de su éxito en las elecciones de 2007, fue ignorado en la formación del gobierno, quedando aislado.
El partido administrativo en las elecciones comunales de 2009
El PAM, conocido como el nuevo partido, fue establecido el 7 de agosto de 2008 bajo la dirección de Fuad Aali El Himma, quien fue el cercano colaborador y amigo del rey desde la infancia (Desrues y Kirhlani, 2009; Fernández Molina, et al., 2011). Un año antes de la fundación del PAM, el 7 de agosto de 2007, Ali El Himma renunció a su cargo como ministro delegado del Interior para iniciar la creación del Movimiento para Todos los Demócratas (MTD) que sirvió como plataforma para atraer líderes, miembros afiliados y simpatizantes para el futuro partido, siguiendo el ejemplo del MUR en el caso del PJD (Hammada, 2009). En este Movimiento participaron figuras como Ilyas El Omari, quien dirigiría más adelante el partido. Esta noticia dio un vuelco a las elecciones a tan solo unos meses de la celebración. Sin avisar previamente, el que era ministro delegado de Interior para la seguridad y brazo derecho del rey Mohamed VI, se presentaba a la arena electoral con un comunicado expreso de la Casa Real que confirmaba las bendiciones del monarca hacia el personaje y su decisión (López, 2013).
En el periodo entre las elecciones legislativas de 2007 y las municipales de 2009, se evidenció la estrategia de El Himma de posicionarse como el centro político y evitar un avance del PJD. Inicialmente, obtuvo la presidencia de la Comisión de Exteriores del Parlamento y luego propuso el MTD, aparentemente un movimiento de regeneración política que finalmente se transformó en el Partido de la Autenticidad y de la Modernidad (PAM). Este partido se construyó mediante alianzas con parlamentarios disponibles y formaciones políticas pequeñas o decadentes, utilizando el transfuguismo de ambiciosos y oportunistas (López, 2013).
En las elecciones de Marruecos, distintas alianzas entre varios grupos afines estuvieron a punto de materializarse para la formación de bloques parlamentarios. Tanto el PPS como el FFD (una escisión surgida en 1996 del PPS) tomaron la decisión de constituir un único grupo parlamentario en ambas cámaras. Estas elecciones experimentaron un giro sorprendente con la inesperada noticia de la participación como candidato, a tan solo un mes de su celebración, de Fuad Ali El Himma, junto con dos compañeros de lista en un grupo titulado “Autenticidad y Modernidad”. Estos obtuvieron los escaños de su circunscripción, a lo que posteriormente se sumaron otros diputados electos provenientes de diferentes horizontes políticos. Este grupo finalmente incluyó a 36 miembros de siete partidos: Al Ahd, Partido del Medio Ambiente y del Desarrollo (PED), Partido de la Equidad y Renovación (PER), Alianza Democrática de las Libertades (ADL), Fuerzas Ciudadanas (PFC), Iniciativa para la Ciudadanía y el Desarrollo (ICD), y Unión para la Democracia. A estos se unieron cinco diputados tránsfugas. Con el respaldo de este grupo, Fuad Ali Himma logró la presidencia de una de las comisiones más importantes del Parlamento, la de "Asuntos Exteriores, Defensa Nacional y Asuntos Islámicos".
Así, el partido se fundó sobre la base del grupo parlamentario independiente “Autenticidad y modernidad”, cuyos miembros habían sido elegidos en las elecciones legislativas marroquíes del 7 de septiembre de 2007 y dentro de la iniciativa política “Movimiento para todos los demócratas”. Este partido, se basaba en la defensa del proyecto secular antiislamista. 
El PAM fracasó en su primera presentación en la actividad política, al perder las elecciones parciales de 2008, por lo que Fouad Alí el Himma impulsó la incorporación de los caciques locales en la formación.
El PAM se presentó como favorito y venció en las elecciones municipales de Marruecos de 2009 con un 18,72% de votos y un 21,7% de concejales, después de que diversos oligarcas locales se incorporasen a la formación en lo que se conoce en Marruecos como "transhumancia política" y que prohíbe la ley electoral expresamente, pero a pesar de los intentos del ministro del Interior, Chakib Benmusa, de impugnar las listas del PAM, Himma venció en los tribunales. El espíritu reformista con que se había presentado a la opinión pública quedó en entredicho en palabras de la diplomacia estadounidense que, no dudaba en señalar que "ha mancillado su reputación como formación reformista y ha reforzado las críticas que le describen como un instrumento del palacio. 
Las elecciones municipales de 2009 fueron reveladoras, mostrando que la operación del PAM replicaba experiencias anteriores de creación de partidos oficialistas durante el reinado de Hassan II. Las elecciones municipales fueron una "transición" en el proceso de consolidación del poder de El Himma y el PAM.
A pesar de la victoria del partido en las elecciones municipales de 2009 con más de un millón de votos (18.7%), superando al partido del Istiqlal (16.6%), la estrategia del PAM se vio limitada en las grandes ciudades, donde quedó en tercer lugar detrás del PJD. En las 25 ciudades con más de 100,000 habitantes, el PAM obtuvo el 14% de los consejeros, comparado con el 20.4% del PJD y el 15.1% del RNI (López, 2013).
Aunque la participación en estas elecciones se mantuvo por encima del 50% (52%), el proceso estuvo marcado por la influencia del dinero y maniobras para evitar el control de la presidencia de las municipalidades por parte del PJD. A pesar de los escándalos, algunas ciudades como Kenitra, Tetuán o Larache terminaron con alcaldes islamistas, mientras que otras eligieron presidentes mediante acuerdos con el PJD, como en el caso de Fathallah Oualalou de la USFP en Rabat.
Constitución de Marruecos de 2011 y la ley de partidos de 2011
La influencia de los procesos políticos que acarreó la Primavera Árabe en Marruecos afectó a los partidos políticos, destacando una nueva regulación legal en julio de 2011.  Los aportes más significativos de la nueva norma básica fueron la reducción de los poderes del monarca (como poder ejecutivo), el reforzamiento de la posición del presidente del Gobierno como jefe del poder ejecutivo, un más amplio reconocimiento de los derechos fundamentales y libertades básicas, una cámara alta con vocación de cámara regional y posibilidad de elección libre de los consejos regionales y locales con cierto grado de autonomía.
En el mismo año, se llevaron a cabo elecciones altamente competitivas tras una reforma parcial del sistema electoral, y la formación política ganadora fue recompensada con la designación de un Jefe de Gobierno representante. Sin embargo, la reforma constitucional de julio de 2011 tuvo un impacto limitado en los partidos políticos, ya que su participación se centró en consultas y campañas para el referéndum constitucional. Aunque la mayoría de los partidos respaldaron la reforma, algunos minoritarios de extrema izquierda y el movimiento 20-F abogaron por una asamblea constituyente y cambios más profundos en la Constitución. En cuanto al contenido constitucional relacionado con los partidos, destacaba el artículo 61, que busca abordar el transfugismo en la escena institucional al desposeer a un parlamentario que renuncie a las siglas políticas por las que fue elegido.
La introducción de reformas políticas en Marruecos, lideradas por Mohamed VI, comenzó con la modificación de la ley de partidos (Ley Orgánica 29-11, de octubre de 2011). Esta ley recibió un amplio respaldo parlamentario, aunque el principal partido de oposición en ese momento, el Partido de la Justicia y el Desarrollo (PJD), votó en contra debido a la exclusión de sus enmiendas en el proceso legislativo. La ley aborda diversos aspectos, incluyendo la constitución de partidos, la adhesión, actividades, organización interna, financiación y modalidades de control.
Destacan varias características de la ley de 2011, como la prohibición de fundar partidos basados en criterios religiosos, lingüísticos, étnicos o discriminatorios. También se observa la necesidad de autorización para la constitución de partidos, otorgada por un tribunal administrativo en lugar del Ministerio del Interior. Se redujo la edad mínima para fundadores de partidos a 18 años, en un gesto hacia el movimiento juvenil. Además, se introdujeron comisiones obligatorias en los partidos, como las de igualdad de oportunidades, candidaturas y marroquíes residentes en el extranjero. La ley regula detalladamente la financiación privada y pública de los partidos, aumentando límites y estableciendo criterios específicos. En resumen, la reforma de la ley de partidos busca regular diversos aspectos clave para fortalecer la transparencia y la participación en el sistema político marroquí (Szmolka y Cazorla, 2013).
Las elecciones a la Cámara de Representante de 25 de noviembre de 2011
La llegada de la Primavera Árabe a Marruecos en febrero de 2011 desencadenó un significativo ajuste constitucional, forzando la convocatoria de elecciones legislativas anticipadas en octubre del mismo año. Dado el carácter bicameral del sistema institucional marroquí, lo lógico para adaptarse al nuevo diseño constitucional habría sido renovar simultáneamente la segunda cámara, conocida como la Cámara de los Consejeros. Esta cámara, elegida de forma indirecta, incluía a representantes de diversos órganos electorales, como concejales y diputados regionales. Si bien era coherente realizar elecciones comunales y regionales anticipadas para renovar estos cuerpos electorales, esta opción fue descartada, y en su lugar, se optó por extender el mandato de la segunda cámara hasta la conclusión del período de los ayuntamientos.
Las elecciones legislativas de 2011 reflejaron, el 29 de noviembre de2011, el fracaso del PAM permitiendo el nombramiento del jefe de gobierno Abdelá Benkiran, quien fue el representante del partido que consiguió el mayor número de escaños en las elecciones a la Cámara de Representantes, el islamista PJD. No obstante, la mayoría conseguida por el PJD no fue suficiente para formar gobierno en solitario (22.8% votos y 27.1% escaños totales), por lo que Benkiran requirió del apoyo de otros partidos (Szmolka y Cazorla, 2013).
Elecciones de 2015
Las elecciones locales y regionales de 2015 fueron las primeras que se celebraron en Marruecos después de la instauración de la nueva constitución de 2011 y sirvieron para renovar los consejeros en las diferentes comunas del país, con el fin de elegir nuevos parlamentos regionales y, de manera indirecta, los diputados de la nueva Cámara de Consejeros (López, 2015). Fueron de igual forma, las terceras que se celebraron bajo el reinado de Mohamed VI y las segundas en las que se dio la participación del PAM (López, 2015).
En estas elecciones, el PAM cosechó el mayor número de escaños en las elecciones municipales a pesar de que el PJD lograra el mayor número de votos. Por ello, este último apareció como el verdadero vencedor del escrutinio. El PJD arrasó en las grandes ciudades, mientras que el PAM se impuso en las zonas rurales. Las demás formaciones se repartieron entre las que resistieron (Istiqlal, RNI, MP y PPS) y las que perdieron una parte importante de su audiencia (USFP).
En estas elecciones, se destacó el limitado desgaste del principal partido en el gobierno, el PJD. En cuanto a las alianzas para la elección de presidentes regionales, se evidenció la inestabilidad de la coalición gubernamental, siendo notable el enfrentamiento PJD-PAM, que podría prever los acontecimientos tras las elecciones legislativas. Aunque el PJD mantuvo apoyo popular, la primacía durante la legislatura actual, la ley electoral favorecedora del mundo rural y manipulaciones desde el ministerio del Interior pudieron beneficiar al PAM, consolidándose como opositor del PJD. Aunque el PJD podría lograr otra victoria, la competencia con el PAM parece más ajustada, lo que influiría en la configuración del nuevo gobierno y las coaliciones postelectorales (López, 2015).
Elecciones 2016. Campaña electoral polarizada
En las elecciones legislativas del 7 de octubre de 2016 en Marruecos, la campaña electoral estuvo marcada por una polarización entre el Partido de la Justicia y el Desarrollo (PJD) y el Partido Autenticidad y Modernidad (PAM). Este último, liderando en cinco regiones, se presentaba como una alternativa liberal y secular al modelo islamista del PJD. Adoptando un discurso antiislamista, el PAM recordaba de alguna manera a la postura del partido tunecino Nidaa Tounes en las elecciones de 2014 (López y de Larramendi, 2016).
El PAM enfocó su estrategia en el mundo rural y el norte del país, respaldado por una red de notables con conexiones sólidas en la administración. Su mensaje estaba centrado en la promoción de la monarquía y la estabilidad. En contraste, el PJD, como partido de militantes, dirigió sus esfuerzos hacia los grandes núcleos urbanos y ciudades intermedias, donde fue consolidando su presencia de manera creciente. No obstante, la discrepancia más notable entre los programas fue en el ámbito económico. El PAM quería legalizar el kif, lo que le hubiera asegurado una victoria contundente en las provincias donde se cultivaba. Las provincias estaban integradas en la región de Tánger, Tetuán y Alhucemas, presidida por el secretario general de dicho partido, Ilyas El Omari (López y de Larramendi, 2016).
En los últimos meses, Benkirán, líder del PJD, buscó reposicionar al partido como una fuerza de oposición al sistema, denunciando lo que llama "al-tahakkum" (los "poderes ocultos o fácticos" que controlan la gobernanza) y alertando sobre los riesgos que esto implica para la transición democrática. Este enfoque representó una nueva formulación en comparación con el eslogan de 2011, que abogaba "contra la tiranía y la corrupción" (did al-istibdadwa-l-fasad). Aunque ocupó el cargo de jefe de gobierno, Benkirán indicaba en sus discursos que en Marruecos había dos gobiernos: uno elegido y otro cuyo control era desconocido. Presentándose como víctima, evitaba que el balance de su gestión fuera el centro del debate electoral y contrarrestaba la narrativa del Partido Autenticidad y Modernidad, que argumentaba que la principal división en la sociedad marroquí era entre conservadores y modernistas. Para Benkirán y sus aliados, esta fractura se encontraba entre demócratas y partidarios de un sistema autoritario, personificado por el PAM.
A pesar de haber adoptado medidas impopulares, el Partido de la Justicia y el Desarrollo (PJD) logró resultados favorables en las elecciones, reafirmando su permanencia en el gobierno. Este patrón se repite, ya que también sucedió en las elecciones de 2015, demostrando que su gestión no ha causado desgaste, a pesar de ciertas medidas impopulares. En las listas locales, el PJD obtuvo 1,571,659 votos, prácticamente los mismos que en las elecciones regionales anteriores, mientras que el Partido Autenticidad y Modernidad (PAM) recibió 1,205,444 votos, más de 100,000 menos que en 2015. Ambos partidos mejoraron sus resultados en comparación con las elecciones legislativas de 2011. El Istiqlal fue el tercero en votos con 621,280 y el RNI el cuarto con 558,875 (López y de Larramendi, 2016).
Las derrotas electorales sufridas en 2011 y 2016 llevaron al PAM a perder peso político y dejar de contar como alternativa fiable que podría gobernar. A partir de la publicación de los resultados de las elecciones, el partido decidió asumir el papel de líder de la oposición. Había un sentimiento general que se evidenció a través de la falta de interés de los medios, de que no se trataba de un partido administrativo caído en desgracia, después de perder el apoyo del Majzén (especialmente de su mentor, El Himma) (Kirhlani, 2021).
Elecciones de 2021
El escenario que dejaron los resultados de 2016 no favorecía los planes de la Monarquía que, después del fracaso del PAM en quitar el puesto al PJD en dos ocasiones (2011 y 2016), para liderar al Gobierno, decidió apostar por su nuevo hombre de confianza, Aziz Akhennuch, influyente Ministro de Agricultura y amigo de Mohamed VI.
Después de cinco años, el 8 de septiembre de 2021 se celebraron las quintas elecciones legislativas bajo el reinado de Mohamed VI. En cierta medida, el resultado de estas elecciones, con la victoria contundente del Reagrupamiento Nacional de Independientes (RNI), podría considerarse como algo previsible desde la segunda victoria del Partido de la Justicia y el Desarrollo (PJD) en 2016. Además, el fracaso del Partido de la Autenticidad y de la Modernidad (PAM), que había sido respaldado por la administración con la intención de superar a los islamistas, también contribuyó a anticipar este desenlace electoral. Desde ese momento, destacó la figura de Aziz Ajanuch, quien había sido ministro de Agricultura en diversos gobiernos desde 2007 y tenía control sobre el influyente Fondo de Desarrollo Rural. Tras las elecciones de 2016, Ajanuch fue aclamado como líder del RNI en un congreso extraordinario realizado apenas 20 días después de los comicios. Su objetivo era reestructurar el partido para convertirlo en una alternativa viable para el gobierno.
Las elecciones de 2021 presentaron una característica especial, ya que coincidían con la celebración de los comicios comunales y regionales que cada seis años debían celebrarse. El fin de esto era asegurar una mayor participación ya que las comunales siempre habían contado con mayor participación que las legislativas (López y Kirhlani, 2021).
La triple cita electoral de 2021 permitió una correspondencia en los resultados globales de los tres ámbitos institucionales concernidos, mostrando la hegemonía en todos ellos del RNI, seguido del PAM y del Istiqlal, conformando así una tríada de partidos que destaca de las demás formaciones políticas.
La nueva alianza jugaría mejor de cara a la opinión pública que la presencia del PAM en el gobierno, un partido con divisiones internas (su líder, Abdellatif Wahbi, hizo campaña contra el RNI, siendo deslegitimado tras las elecciones por un sector del partido interesado en entrar en el gobierno), cuya imagen de partido formado desde la administración y el entorno palaciego lo penalizaba (López y Kirhlani, 2021).

## Resultados Electorales

### Parlamento de Marruecos
| Cámara de Representantes |                 |                     |                   |       |                          |
| Años                     | Número de Votos | Porcentaje de Votos | Escaños obtenidos | +/–   | Líder                    |
| 2011                     | 524,386 (#4)    | 11.1                | 47/395            | Nuevo | Mohamed Cheikh Biadillah |
| 2016                     | 1,205,444 (#2)  | 25.82               | 102/395           | 55    | Ilyas El Omari           |
| 2021                     | 1,385,230 (#2)  | 18.30               | 87/395            | 15    | Abdellatif Ouahbi        |